# اوموک (آماسیه)
اوموک (به ترکی استانبولی: Ümük) یک منطقهٔ مسکونی در ترکیه است که در آماسیه واقع شده‌است.